# Tim Bogert
John Voorhis "Tim" Bogert, född 27 augusti 1944 i New York, död 13 januari 2021, var en amerikansk musiker och låtskrivare, vars huvudinstrument var elbas. Bogert var från och med 1967 medlem i rockgruppen Vanilla Fudge. Gruppen upplöstes 1970. I gruppen ingick även trumslagaren Carmine Appice som gick med i Bogerts nybildade grupp Cactus. Efter att Cactus upplösts blev Bogert tillsammans med Appice och Jeff Beck medlem i trion Beck, Bogert & Appice som gav ut ett album 1973. Under 1980-talet turnerade han med Rick Derringer. Han medverkade även på en skiva med ett återbildat Vanilla Fudge 1984. 2006 var han också med vid en återförening av Cactus. Sedan tidigt 2010-tal har Bogert slutat turnera, men varit fortsatt aktiv som studiomusiker.